# Minostyela clavata
Minostyela clavata är en sjöpungsart som beskrevs av Kott 1969. Minostyela clavata ingår i släktet Minostyela och familjen Styelidae. Inga underarter finns listade i Catalogue of Life.